# Nick Williams (rugby à XV)
Pour les articles homonymes, voir Nick Williams et Williams.

a Compétitions nationales et continentales officielles uniquement.

Dernière mise à jour le 10 juin 2020.
Nick Williams, né le 2 décembre 1983, est un joueur de rugby à XV néo-zélandais de 1,93 m évoluant au poste de troisième ligne centre. Après une carrière en Nouvelle-Zélande, où il dispute le Super 12 puis le Super 14 avec les Blues,  il rejoint l'Europe, évoluant avec la province irlandaise du Munster, l'équipe italienne d'Aironi et une autre province irlandaise, l'Ulster.

## Carrière
Il dispute le Super 14 avec les Blues, il a joué le Super 12 en 2004-2005.